# Ida Omboni
Ida Omboni (Calco, 1922 – Milano, 2006) è stata una traduttrice e scrittrice italiana.

## Biografia
Partecipa alla Resistenza e si laurea in lettere moderne presso l'Università di Milano. Negli anni cinquanta inizia a collaborare come lettrice, traduttrice e editor con Arnoldo Mondadori Editore, Rizzoli, Einaudi, traducendo o curando autori quali, tra gli altri, Jerome Klapka Jerome, Oscar Wilde, Raymond Chandler, Upton Sinclair, James Cain, Flannery O'Connor, Bernard Malamud, Gore Vidal, James Hadley Chase, Rex Stout, Dylan Thomas, Agatha Christie. Particolarmente importante la sua attività di "referee" e di traduttrice per la collana "Il Giallo Mondadori", diretta da Alberto Tedeschi. Negli anni sessanta inizia la sua collaborazione con Paolo Poli, insieme al quale firmerà, fino ancora agli anni 2000 decine di opere. Come autrice è ricordata per alcuni libri per ragazzi pubblicati con Vallardi e per La forza del cestino, divertente antologia di strafalcioni e perle degli aspiranti scrittori, pubblicata con Mondadori.

## Opere principali
- Ida Omboni e Paolo Poli, Rita da Cascia, Milano Libri, Milano 1967.
- Ida Omboni e Paolo Poli, Carolina Invernizio, Milano Libri, Milano 1970.
- I colori, illustrazioni di Philippe Thomas, A. Vallardi, Milano 1971.
- Grande e piccolo, illustrazioni di Philippe Thomas, A. Vallardi, Milano 1971.
- Pesante e leggero, illustrazioni di Philippe Thomas, A. Vallardi, Milano 1971.
- Caldo e freddo, di Philippe Thomas, A. Vallardi, Milano 1972.
- Suoni e rumori, illustrazioni di Philippe Thomas, A. Vallardi, Milano 1972.
- Forme, illustrazioni di Philippe Thomas, A. Vallardi, Milano 1973.
- Ruvido e liscio, illustrazioni di Henry Branton, A. Vallardi, Milano 1973.
- Paolo Poli, Telefoni bianchi e camicie nere (contiene i testi degli spettacoli L'uomo nero e Femminilità di Ida Omboni e Paolo Poli), Garzanti, Milano 1975.
- Ida Omboni e Paolo Poli, Giallo!, A. Mondadori, Milano 1977.
- Ida Omboni e Paolo Poli, Mistica..., Editori del Grifo, Montepulciano 1980.
- Ida Omboni e Paolo Poli, Giuseppe Giuseppe! - filastroccario verdiano, Editori del Grifo, Montepulciano 1981.
- La forza del cestino: strafalcioni e perle degli aspiranti scrittori, A. Mondadori, Milano 1995.